# آردن

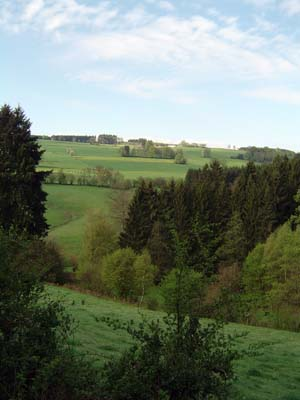
«آردنن»

آردِن (به فرانسوی: Ardenne) نام منطقه ییلاقی، تپه و رودخانه که عمدتاً دربرگیرنده جنگل و در مرز بین بلژیک و آلمان واقع می‌باشد.